# Castilleja irasuensis
Castilleja irasuensis är en snyltrotsväxtart som beskrevs av Oerst.. Castilleja irasuensis ingår i släktet målarborstar, och familjen snyltrotsväxter. Inga underarter finns listade i Catalogue of Life.